# 多 (加尔省)
多是法国加尔省的一个市镇，位于该省中北部，属于阿莱斯区。该市镇总面积5.95平方公里，2009年时的人口为589人。

## 人口
多人口变化图示